# Karl Aage Hansen
Karl Aage Hansen, född 4 juli 1921 i Mesinge, död 23 november 1990 i Gentofte, var en dansk fotbollsspelare.
Han blev olympisk bronsmedaljör i fotboll vid sommarspelen 1948 i London.